# (37882) 1998 FE49
1998 FE49 (asteroide 37882) é um asteroide da cintura principal. Possui uma excentricidade de 0.19891140 e uma inclinação de 7.74262º.
Este asteroide foi descoberto no dia 20 de março de 1998 por LINEAR em Socorro.